# Jordan Mustoe
Jordan Mustoe (Birkenhead, 28 januari 1991) is een Engelse voetballer, spelende op de linksback positie, uitkomend voor KVC Westerlo in de Belgische Jupiler Pro League. Mustoe draagt het rugnummer 16.
Mustoe bracht zijn jeugdjaren door in de academie van de jeugdploegen van Liverpool FC, waarna hij op 16-jarige leeftijd overging naar de beloften van Wigan Athletic. Hier zou hij in 2009 zijn eerste profcontract tekenen en zijn debuut in het profvoetbal maken. Dit debuut kwam er toen hij op 8 januari 2011 op het einde van de FA Cup-wedstrijd tegen Hull City drie minuten mocht invallen. 
Exact 1 jaar later, op 7 januari 2012, kreeg hij zijn eerste basisplaats in de FA cup tegen Swindon Town. Mustoe kon echter nooit echt doorbreken bij Wigan en werd een maand later voor het eerst uitgeleend naar het in de Football League Two-spelende Barnet FC. De komende drie jaren zou Mustoe nog enkele malen uitgeleende worden. Respectievelijk aan Morecambe FC, Carlisle United, Bury FC, Wycombe Wanderers en weer Morecambe FC.
In 2014 werd hij gratis getransfereerd naar Accrington Stanley, uitkomend in deFootball League Two. Hier werd één maand later zijn contract echter al ontbonden, waardoor Mustoe enkele maanden zonder club zat.
Hij kwam in de winterstop van het seizoen2014-2015 als vrije speler over naar KVC Westerlo , en speelt er met het rugnummer 16.